# 파비우 페헤이라 다 시우바
파비우 페헤이라 다 실바(Fábio Pereira da Silva, 1990년 7월 9일 리우데자네이루주 페트로폴리스 ~ )는 브라질 출신의 축구 선수이다. 사람들은 흔히들 줄여서 파비우이라고 부른다. 현재 그레미우에서 뛰고 있다.
파비우의 포지션은 풀백이다. 왼쪽 윙어로도 뛸 수 있는 능력을 갖추고 있다. 그의 쌍둥이 형제 하파엘은 현재 보타포구 FR에서 뛰고 있다.

## 클럽 경력
파비우는 프로 축구 선수 경력을 브라질에 있는 플루미넨시 FC에서 시작하였다. 청소년 팀에서 활약하였다. 맨체스터 유나이티드의 클럽 스카우트 레스 커쇼(Les Kershaw)는 홍콩의 청소년 축구 토너먼트에 나간 플루미넨시 FC 청소년 팀의 파비우와 그의 쌍둥이 형제 하파엘을 눈여겨보았다.

### 2008-09 시즌
2008년 1월, 파비우와 하파엘 쌍둥이 형제는 맨체스터 유나이티드로 이적하였다. 하지만 2008년 7월에 가서야 경기에 뛸 수 있었다. 2008-09 시즌, 파비우는 맨체스터 유나이티드 성인팀 엔트리에 이름을 올렸다. 올레 군나르 솔샤르가 달았던 20번 등번호를 물려받았다. 파비우는 2009년 1월 토트넘 홋스퍼와의 FA 컵 경기에서 자신의 공식 데뷔전이자 선발 출장하였으나 부상으로 리차드 에커슬리와 교체되었다. 이후 에버튼 FC와의 FA컵 4강 경기에서 선발로 출전하였다. 첫 시즌에 프리미어리그 우승과 FIFA 클럽 월드컵 우승, 칼링컵 우승을 차지하였다

### 2009-10 시즌
첼시 FC와 2-2로(승부차기 4-1 첼시 승) 비긴 FA 커뮤니티실드 경기에서 후반에 존 오셰이를 대신하여 출전하였다. 버밍엄 시티 FC와 리그 개막전에서 오른쪽 수비로 나와서 좋은 활약을 펼쳤다. 칼링컵 울버햄튼 원더러스 FC전에서 선발로 나왔으나 퇴장을 당했다. 팀은 1-0으로 승리했다. 칼링컵 반슬리전에서도 선발로 나왔고 CSKA 모스크바와의 UEFA 챔피언스리그 3,4차전에서 선발로 출전했다. 그 이후에는 부상을 당하여 나오지 못하다가 프리미어리그 18라운드 풀럼 FC 원정에서 후반에 교체 투입되었다. 또한 리그 20라운드 위건 애슬레틱 FC전에서도 교체로 투입되었고 FA컵 리즈 유나이티드 AFC전에서는 선발로 투입되었다. 팀은 0-1로 패하는 불의의 일격을 당했지만 퍼거슨은 파비우의 경기력을 칭찬하였고 하파엘과 파비우 형제는 5년 내에 주전이 될 것이라고 말하였다. 이후 한동안 출전하지 못하다가 리그 30라운드 풀럼전에서 후반에 교체로 투입되었다.

### 2010-11 시즌
첼시 FC와 3-1로 승리한 FA 커뮤니티실드 경기에서 선발로 출전하였다. 레인저스와의 챔피언스리그 1차전에서 선발로 투입되었고 칼링컵 울버햄튼전에서 선발로 출전하였다. 챔피언스리그 레인저스와의 5차전에서 선발로 나와 후반 막바지에 페널티킥을 얻어내 1-0 승리를 이끌었다. 이후 칼링컵 웨스트햄 유나이티드 FC전에서 선발로 나왔다. 발렌시아 FC와의 챔피언스리그 6차전에서 쌍둥이 동생 하파엘과 함께 선발로 출전했다. 2011년 첫 경기인 웨스트 브로미치 알비온 FC전에서 리그 첫 번째 출전을 치렀다. FA컵 사우스햄튼 FC와 크롤리 타운전에서 선발로 출전했고 크롤리 타운과의 경기에서는 부상으로 교체되었다. 이후 프리미어리그 위건과의 리그 28라운드에 후반전에 교체투입되어 데뷔골을 기록하였다. 폭설로 연기된 리그 18라운드에서 후반에 파트리스 에브라를 대신해 교체로 들어왔다. FA컵 아스날 FC전에서는 윙어들의 줄부상으로 윙어로 출전하여 전반전에 선취골을 득점하였다. 하프타임에 안토니오 발렌시아로 교체되었으며 팀은 2-0 승리를 거두었다. 챔피언스리그 16강 2차전 마르세유전에서는 부상을 당한 하파엘을 대신해서 교체로 들어왔고 리그 30라운드 볼튼 원더러스 FC전에 선발 풀타임을 소화했고 리그 31라운드 웨스트햄전에서는 페널티킥을 얻어내며 4-2 대역전승에 공헌하였다. 리그 32라운드 풀럼전에 교체로 출전했고 FA컵 맨체스터 시티 FC전에서도 교체로 나왔다. 리그 34라운드 에버튼 FC전과 샬케 04와의 챔피언스리그 4강 1차전, 아스날과의 리그 35라운드에 연속으로 선발로 출전하였다. 사실상 리그 챔피언 결정전이나 다름없는 첼시와의 리그 36라운드 경기에서도 선발로 출전했고 팀은 2-1 승리를 거두어 리그 우승에 바짝 다가가게 된다. 리그 37라운드 블랙번 로버스 FC전에서도 선발로 나왔고 이 경기에서 팀은 리그 19번째 우승을(리버풀의 기록을 뛰어넘는 신기록) 확정지었다. 리그 최종전에서는 결장하였고 FC 바르셀로나와의 챔피언스리그 결승에 선발로 출전하였다. 팀은 1-3으로 패하여 준우승을 차지하였다.

### 2011-12 시즌
리그 개막전에서 파트리스 에브라의 부상으로 선발로 출전하였다. 팀은 2-1 승리를 거두었다. 벤피카와의 챔피언스리그 1차전에서 선발로 출전하였고 리즈 유나이티드와의 칼링컵 경기에서도 선발로 출전했다. FC 바젤과의 챔피언스리그 2차전에서 선발로 출전했고 챔피언스리그 3차전 오델룰 갈라치전에서 선발로 출전했다. 올더숏과의 칼링컵 경기에서 선발로 출전했고 오델룰 갈라치와의 챔피언스리그 4차전에서도 선발로 출전했다. 챔피언스리그 벤피카와의 5차전에서 선발로 나왔고 리그 13라운드 뉴캐슬 유나이티드 FC전에서도 선발로 출전했다. 크리스탈 펠리스와의 칼링컵 경기에서 선발로 나왔으나 전반전에 부상으로 교체되었다. 이후 한동안 출전하지 못하다가 아약스와의 UEFA 유로파리그 1,2차전에 모두 선발로 출전했다. 리그 29라운드 울버햄튼전에서 후반전에 교체로 투입되었다.이후 경기에서는 출전하지 않았다.

### 2012-13 시즌
2011-12 시즌이 끝난 후, 더 많은 경기에 출전하기 위해 퀸즈 파크 레인저스로 한 시즌동안 임대 이적하였다. 2012-13시즌 들어 23경기에 나섰지만 반복되는 부상으로 큰 두각을 나타내지 못했다. QPR은 시즌 초반부터 1승도 거두지 못하는 부진의 길을 걸었고 감독 교체라는 초강수에도 불구하고 강등되고 말았다. 별다른 활약을 보이지 못한 파비우는 팀이 강등되자, 예정대로 임대를 마치고 맨유로 복귀하였다.

### 2013-14 시즌
파비우는 올 시즌을 앞두고, 맨유로 임대 복귀했지만, 여전히 주전 경쟁에 밀려 리그에서도 출전하지 못했다. 올드 트래퍼드서 열린2013-14 잉글랜드 FA컵 64강(3라운드) 스완지시티와의 홈경기서 후반 31분에 리오 퍼디난드의 갑작스런 부상으로 교체 투입하여 경기를 치렀으나, 볼을 빼앗는 과정에서 호세 카나스를 향해 태클을 시도하다가, 교체 투입 4분 만에 어이없는 퇴장을 당했고, 팀은 1-2로 패해 FA컵 조기 탈락하고 말았다. 맨유에서 자리를 잡지 못하자, 프라이부르크, 카디프 시티로의 임대 이적설이 나왔고, 고국인 브라질로 돌아가겠다고 밝혀 팀을 소란스럽게 하였다. 결국, 1월 겨울이적시장을 통해 올레 군나르 솔샤르 감독이 이끄는 카디프 시티로 이적하여 등번호는 35번을 받았고, 2월 2일에 열린 웨일스 카디프시티 스타디움에서 열린 프리미어리그 24라운드 노리치 시티와 경기에서 홈 데뷔전을 치러 2-1 승리를 이끌었다.

## 국제 경기
2007년, 파비우는 브라질 17세 이하 축구 국가대표팀의 주장으로서 FIFA U-17 월드컵에 출전하였다. 포르투갈 축구 국가대표팀 코치 카를루스 케이로즈가 그에게 접근하여 포르투갈 국가대표 선수로 뛰는 것이 어떻겠느냐 제안한바 있다.

## 수상 경력

### 맨체스터 유나이티드
- FA 커뮤니티 실드 : 2008, 2010
- FIFA 클럽 월드컵 - 2008
- 프리미어리그 - 2008-09, 2010-11
- 칼링컵 - 2008-09, 2009-10